# Yanbian Funde
Yanbian Funde Football Club (chiń. 延边富德) – chiński klub piłkarski, mający siedzibę w mieście Yanji.

## Historia nazw
- 1955–1957: Jilin FC
- 1957–1958: Changchun FC
- 1959–1993: Jilin FC
- 1994–2010: Yanbian FC
- 2011–2013: Yanbian Baekdu Tiger FC
- 2014–2015: Yanbian Baekdu FC
- 2016–2019: Yanbian Funde FC

## Stadion
Domowe mecze klub rozgrywa na stadionie o nazwie Yanji Nationwide Fitness Centre Stadium w Yanji, który może pomieścić 30000 widzów.

## Sukcesy
- Chinese Jia-A League/Chinese Super League (I poziom rozgrywkowy)

mistrzostwo (1): 1965
- Chinese Jia B League/China League One (II poziom rozgrywkowy)

mistrzostwo (1): 2015
- Chinese Yi League/China League Two(III poziom rozgrywkowy)

mistrzostwo (1): 1990

## Reprezentanci kraju grający w klubie od 1994 roku
Stan na maj 2016.
| - Jin Jingdao - Bubacarr Trawally - Daniel Quaye - Kim Seung-dae | - Ko Ki-gu - Yoon Bit-garam - Soumaila Coulibaly |

## Skład na sezon 2016
| Nr | Poz. | Piłkarz           |
| -- | ---- | ----------------- |
| 1  | BR   | Yin Guang         |
| 3  | OB   | Han Xuan          |
| 4  | OB   | Zhao Ming         |
| 5  | OB   | Nikola Petković   |
| 6  | NA   | Li Xun            |
| 7  | PO   | Han Guanghui      |
| 8  | PO   | Chi Zhongguo      |
| 9  | NA   | Kim Seung-dae     |
| 10 | PO   | Bubacarr Trawally |
| 11 | PO   | Cui Ren           |
| 12 | OB   | Jiang Hongquan    |
| 13 | NA   | Jin Bo            |
| 14 | PO   | Yoon Bit-garam    |
| 15 | PO   | Wang Zhipeng      |
| 16 | NA   | Wu Yongchun       |

| Nr | Poz. | Piłkarz        |
| -- | ---- | -------------- |
| 17 | OB   | Piao Shihao    |
| 18 | NA   | Ha Tae-goon    |
| 19 | PO   | Li Hao         |
| 20 | OB   | Cui Min        |
| 21 | OB   | Jin Xian       |
| 22 | BR   | Chi Wenyi      |
| 23 | OB   | Pei Yuwen      |
| 24 | PO   | Li Haojie      |
| 25 | OB   | Jin Hongyu     |
| 26 | PO   | Wen Xue        |
| 29 | PO   | Exmetjan Ekber |
| 30 | OB   | Yi Changji     |
| 31 | BR   | Dong Jialin    |
| 32 | BR   | Li Junyu       |
| 33 | NA   | Sun Jun        |

## Trenerzy klubu od 1962
| - Piao Wanfu (1962–66) - Li Hu’en (1991–95) - Zheng Zhongxie (1995) - Li Hu’en (1996) - Choi Eun-taek (1997–98) - Gao Hui (1998–2000) - Li Hu’en (2000–03) - Gao Hui (2004–07) - Zhao Yongyuan (2008–09) - Jin Guangzhu (2009–2011) - Zheng Xianglong (2011–12) | - Cho Keung-yeon (2012) - Jin Guangzhu (2012, tymczasowo) - Cho Keung-yeon (2013) - Li Guanghao (2013, tymczasowo) - Li Hu’en (2014) - Li Guanghao (2014) - Gao Zhongxun (2014, tymczasowo) - Park Tae-ha (2015–2018) - Cho Jong-hwa (2018, tymczasowo) - Hwang Sun-hong (2019) |